# オスカル・フレイレ
オスカル・フレイレ・ゴメス（Óscar Freire Gómez、1976年2月15日 - ）は、スペイン・カンタブリア州のトレラベーガ出身の自転車プロロードレース選手。1998年プロデビュー。
膝の故障や原因不明の腰痛、頭痛など数々の苦難を乗り越え、1999年、2001年、2004年と3度にわたって世界選手権を制覇する偉業を成し遂げているスプリンター。

## 経歴

### 1998年
- ビタリシオ・セグーロスでプロデビューするが、この年は主なレースでの勝利は挙げられなかった。

### 1999年
- ヴェローナで開催された世界選手権・個人ロードレースで優勝。誰も予想していなかった番狂わせを演じた。

### 2000年
- マペイに移籍。
- ティレノ〜アドリアティコ 区間2勝（第1，6）
- ブエルタ・ア・エスパーニャで区間2勝（第2，4）
- 世界選手権・個人ロードレース 3位。

### 2001年
- 世界選手権・個人ロードレースで優勝。

### 2002年
- ツール・ド・フランスでステージ初勝利（第2）。

### 2003年
- ティレーノ〜アドリアティコでのステージ優勝（第7）などを飾った。

### 2004年
- ミラノ〜サンレモ 優勝
- ブエルタ・ア・エスパーニャ2004 区間1勝（第6）。
- 世界選手権・個人ロードレースでエディ・メルクスらと並び、史上最多となる3回目の優勝を達成した。

### 2005年
- ティレーノ〜アドリアティコで区間3勝（第2，3，4）、総合優勝。

### 2006年
- ティレノ〜アドリアティコ 区間1勝（第3）。
- ヴァッテンフォール・サイクラシックス優勝
- ツール・ド・フランスでのステージ2勝（第5，9）。

### 2007年
- ブエルタ・ア・アンダルシア 区間2勝（第2，5）、総合優勝
- ミラノ〜サンレモで2回目の優勝。
- ヘント〜ウェヴェルヘム 3位。
- ブエルタ・ア・エスパーニャではステージ3勝（第2，5，6）をあげた。
- パリ〜ツール 3位。

### 2008年
- ティレノ〜アドリアティコ 区間3勝（第1，4，6）、ポイント賞。
- ヘント〜ウェヴェルヘム 優勝
- ツール・ド・スイス 区間1勝（第1）
- ツール・ド・フランス第14ステージ優勝。また第10ステージ終了時点でポイント賞トップとなり、その後11日間マイヨ・ヴェールを誰にも渡すことなくパリゴールを果たして2008年ツール・ド・フランスポイント賞を獲得した。
- ブエルタ・ア・エスパーニャ 区間1勝（第11）。

### 2009年
- ツール・ド・ロマンディステージ2勝（第2，5）。
- パリ〜ツール 3位。

### 2010年
- ミラノ〜サンレモで3回目の優勝。
- パリ〜ツール優勝。

### 2011年
- アムステルゴールドレース 6位
- 世界選手権・個人ロードレース 9位

### 2012年
- チーム・カチューシャに移籍。
- ツアー・ダウンアンダー 区間1勝（第4）
- ブエルタ・ア・アンダルシア 区間1勝（第3）
- ミラノ〜サンレモ 7位
- E3・ハレルベーク 2位
- ヘント〜ウェヴェルヘム 4位
- ブラバントス・パイル 2位
- アムステルゴールドレース 4位
- パリ〜ブリュッセル 3位
- ロードレース世界選手権・個人ロードレース 10位

## レーススタイル
身長171cmとスプリンターとしては非常に小柄だが、爆発的なスプリント力と巧みなコース取りを得意としており、ゴール前で混戦になった時に本領を発揮する。だが、状況によっては逃げや追走の集団に加わって勝利を目指すこともあり、一般的なスプリンターの枠に当てはまらない走りをしばしば見せるが、こうした一人でも勝ちにいくことのできるスタイルは、天性のものではなく、マペイ時代にアシストを務めてくれる選手がほとんどいない環境だったことから必然的に養われたものである。
また今でも重要なレースの前には、事前の綿密なコースチェックを欠かさないなど研究熱心な性格であり、今もたゆまぬ努力を続けていることが大きなレースでの勝利につながっている。
小柄な体格を生かして上りもそれなりにこなせるため、上り勾配気味のスプリントや、軽い上り基調のコースでも遅れることなくゴールスプリントに参加できる他（2008年のツール・ド・フランス第14ステージなど）、山岳ステージでタイムアウトで失格になることがほとんど無いのも強みである。

## 人物
- ワイルドな風貌とは裏腹に、普段は気さくでおっとりした性格のためスペイン国内での人気も高い。それを示すように、地元にはフレイレの名前を付けた自転車競技場「オスカル・フレイレ・ベロドーム」がある。
- 非常に義理堅いところがあり、ラボバンク移籍時に、マペイでただ一人積極的にアシストしてくれたペドロ・オリヨもいっしょに移籍させてくれるよう依頼。そのときは断られたが、長い間交渉して、実現させたことがある。

## エピソード
- 地方ロードレースであるバレンシアクリテの名物行事として「プロ選手」と「馬（速歩）」がサーキットを2周する競走があるのだが、いつも馬が勝つのが恒例だった。ところが04年のレースに参加したフレイレは、なんと馬に勝ってしまった[1]。彼の稀有なスプリント力を示す良い例である。
- 2004年のミラノ〜サンレモを制した時は、勝利したと思って両手を挙げたエリック・ツァベルの横からハンドルを投げ出してゴールに飛び込んで逆転。勝利への執念を見せつけた。 ちなみにこの年は世界選手権でもツァベルを下して優勝している。

## 所属チーム
- 1998-1999年 ビタリシオ・セグロス
- 2000-2002年 マペイ・クイックステップ
- 2003年-2011年 ラボバンク
- 2012年 カチューシャ

## 主な成績

### グランツール
- 2000年 ブエルタ・ア・エスパーニャ2勝
- 2002年 ツール・ド・フランス1勝
- 2004年 ブエルタ・ア・エスパーニャ1勝
- 2006年 ツール・ド・フランス2勝
- 2007年 ブエルタ・ア・エスパーニャ3勝
- 2008年 ツール・ド・フランス1勝、ポイント賞獲得

### ステージレース
- 2000年 ティレーノ〜アドリアティコ2勝
- 2003年 ティレーノ〜アドリアティコ1勝 カタルーニャ一周1勝
- 2004年 ティレーノ〜アドリアティコ1勝
- 2005年 ティレーノ〜アドリアティコ 総合優勝（3勝）
- 2006年 ツール・ド・スイス1勝
- 2008年 ティレーノ〜アドリアティコ2勝 ツール・ド・スイス1勝
- 2009年 ツール・ド・ロマンディ2勝

※（ ）内はステージ勝利数

### ワンデイレース
世界選手権
- 1999年  個人ロード優勝
- 2000年 個人ロード3位
- 2001年  個人ロード優勝
- 2004年  個人ロード優勝

クラシックレース
- 2004年 ミラノ〜サンレモ 優勝
- 2006年 ヴァッテンフォール・サイクラシックス 優勝
- 2007年 ミラノ〜サンレモ 優勝
- 2008年 ヘント〜ウェヴェルヘム 優勝
- 2010年 ミラノ〜サンレモ 優勝
- 2010年 パリ〜ツール 優勝